# Høyre
Høyre (dansk og ældre norsk: Højre; nynorsk: Høgre) er et norsk konservativt politisk parti, der i hovedparten af efterkrigstiden har været Norges største borgerlige parti. Højre er stiftet i 1884 og er dermed det næstældste norske parti efter Venstre. Dets første formand var Emil Stang. Siden 2004 har lederen været Erna Solberg. Partiets ungdomsafdeling er Unge Høyre.

## Politisk platform
Høyre præsenterer sig selv som et socialt reformparti, der arbejder inden for de forfatningsmæssige rammer, der er sat af et parlamentarisk demokrati. De konservative er i en relativt  liberal konservativ tradition i Norge i modsætning til mere  national eller religiøst orienterede konservative i Vesteuropa. Partiet har længe haft både  Value Conservative og mere  Liberal Conservative vinger. Siden 1960'erne er de liberal-konservative elementer blevet mere fremtrædende. De konservative i dag erklærer først og fremmest en  Burkian konservativ tradition. Liberale rettigheder, der er nedfældet i  Forfatning, såsom ytringsfrihed, privatliv og forretningsfrihed, har således fået en vigtig plads i det konservative partis værdier.
Det konservative partis politiske platform understreger blandt andet følgende spørgsmål:
- Sikre stabile og gunstige rammebetingelser for et frit og innovativt erhvervsliv
- Lavere skatter og afgifter
- Øgede investeringer i transport
- Øget fokus på forskning
- Øget fokus på viden og læring i skolen
- Et stærkt og effektivt forsvar
- Effektiv håndhævelse af lov og orden
- Øget fokus på kvalitet og kompetence i plejetjenesterne
- Reducer offentlig indblanding i privatpersoners liv og arbejde
- Fremme respekt, åbenhed og tolerance i samfundet
- Beskyttelse af klima og miljø
- Udligne offentlige og private tjenesteudbydere gennem frit offentligt finansieret brugervalg
- Sæt grænser for politik og prioriter kerneopgaver stærkere

## Stortingsvalg 1961-2017
| År   | % af stemmer |
| ---- | ------------ |
| 1961 | 19,3%        |
| 1965 | 20,3%        |
| 1969 | 18,8%        |
| 1973 | 17,2%        |
| 1977 | 24,5%        |
| 1981 | 31,8%        |
| 1985 | 30,4%        |
| 1989 | 22,2%        |
| 1993 | 17,0%        |
| 1997 | 14,3%        |
| 2001 | 21,2%        |
| 2005 | 14,1%        |
| 2009 | 17,2%        |
| 2013 | 26,8%        |
| 2017 | 25,0%        |

## Kommunevalg
Ved valget i 2015 havde partiet 23,2 procent af stemmerne.

## Partiformænd og ledere
- Emil Stang, 1884-1889
- Christian Homann Schweigaard, 1889-1891
- Emil Stang, 1891-1893
- Christian Homann Schweigaard, 1893-1896
- Emil Stang, 1896-1899
- Francis Hagerup, 1899-1902
- Ole L. Skattebøl, 1902-1905
- Edm. Harbitz, 1905-1907
- Fredrik Stang, 1907-1911
- Jens Bratlie, 1911-1919
- Otto B. Halvorsen, 1919-1923
- Ivar Lykke, 1923-1926
- Carl Joachim Hambro, 1926-1934
- Johan H. Andresen, 1934-1937
- Ole Ludvig Bærøe, 1937-1940
- Arthur Nordlie, 1945-1950
- Carl Joachim Hambro, 1950-1954
- Alv Kjøs, 1954-1962
- Sjur Lindebrække, 1962-1970
- Kåre Willoch, 1970-1974
- Erling Norvik, 1974-1980
- Jo Benkow, 1980-1984
- Erling Norvik, 1984-1986
- Rolf Presthus, 1986-1988
- Kaci Kullmann Five, 1988
- Jan P. Syse, 1988-1991
- Kaci Kullmann Five, 1991-1994
- Jan Petersen, 1994-2004
- Erna Solberg, 2004-